# Keith Campbell (pilote moto)
Keith Ronald Campbell, né le 2 octobre 1931 à Melbourne et mort accidentellement le 13 juillet 1958 à Cadours, est un ancien pilote motocycliste australien d'origine Écossaise. 
Il est le premier Australien sacré champion du monde moto, remportant le titre 1957 en catégorie 350 cm3 sur Moto Guzzi dont il est l'un des pilotes officiels. C'est le premier titre moto d'un pilote non Européen.

## Carrière en Grand Prix
Keith Campbell a grandi dans la banlieue de Melbourne, à Prahran, avec l'ambition d'être champion de course motocycliste.
Suivant les traces de son frère George, il commence à courir localement en 1948 participe au Grand Prix d'Ulster sur une 250 cm3 Excelsior en 1950 et s'installe définitivement en Europe en 1951. Il remporte sa première victoire à Seraing (Belgique) le 31 mai 1953 lors de sa première saison complète.
En 1954 sur une 500 Norton il termine 19e de la saison des Grands Prix, n'ayant marqué que 2 points glanés en Belgique à Spa-Francorchamps. En 1955, cette fois sur une 350 Norton, il améliore son score de l'année avec une 11e place et 4 points marqués pour son podium en Belgique (3e).
Jusqu'en 1956, il participe aux très nombreuses courses existantes sur le vieux continent, le parcourant de la France à la Finlande et retournant parfois courir l'hiver dans son pays.  
En 1957, engagé par Moto-Guzzi en championnat du monde catégorie 350 cm3, il remporte 3 victoires consécutives (Pays-Bas, Belgique, Ulster), ayant commencé le « Continental Circus » par une seconde place au Tourist Trophy de l'Île de Man. Ces résultats lui valent le titre dans la catégorie avec 30 points, c'est le cinquième titre d'affilée pour Moto-Guzzi en 350 cm3.
Il court également avec une 500 Moto Guzzi monocylindre comme son collègue d'écurie John Clark, alors que Dickie Dale pilote la Moto Guzzi V8 en remplacement de Bill Lomas. Campbell glane 2 points au TT et termine 15e de la catégorie 500 cm3. 
Il épouse le 18 septembre 1957 Geraldine, la belle-sœur du champion britannique Geoff Duke et revient en Australie pour sa lune de miel en décembre 1957. 
Redevenu privé après le retrait de Moto Guzzi, Keith Campbell, comme beaucoup d'autres, doit participer à un maximum de courses pour survivre. Il sillonne alors toute l'Europe pour participer à nombre de courses locales, nationales et internationales.
En 1958, il revient en Europe en tant que pilote vedette, invité d'honneur du Grand Prix de Cadours près de Toulouse en France. Il domine la course des 500 cm3 au guidon de sa Norton avant d'être victime d'une chute mortelle au virage nommé Cox's corner. La cause du décès serait une fracture du crâne,. Ce même virage avait coûté la vie au Français Raymond Sommer en 1950 et le circuit est alors nommé en son honneur.
Selon un article de journal, lors des essais, il avait battu tous les records du circuit, tournant à 115 km/h de moyenne.
Lors de ses huit années d'activité en course, il participe à 14 Grands Prix et en gagne 3 successivement en 350 cm3, totalisant 53 points aux championnats du monde. Il a commencé sa carrière au Grand Prix d'Ulster 1950 et l'a terminée à celui de Belgique en 1958.

## Résultats en Grand Prix Moto
Système de points 1949. Seuls les points de 3 courses sur 5 (ou 6) étaient retenus.
| Position | 1er | 2e | 3e | 4e | 5e | Meilleur tour |
| Points   | 10  | 8  | 7  | 6  | 5  | 1             |

Système de points de 1950 à 1968 :
| Position | 1 | 2 | 3 | 4 | 5 | 6 |
| Points   | 8 | 6 | 4 | 3 | 2 | 1 |

| Couleur  | Résultat                       |
| -------- | ------------------------------ |
| Or       | Vainqueur                      |
| Argent   | 2e place                       |
| Bronze   | 3e place                       |
| Vert     | Classé dans les points         |
| Bleu     | Classé hors des points         |
| Bleu     | Non classé (Nc.)               |
| Violet   | Abandon (Abd.)                 |
| Rouge    | Non qualifié (Nq.)             |
| Rouge    | Non pré-qualifié (Npq.)        |
| Noir     | Disqualifié (Dsq.)             |
| Blanc    | Non partant (Np.)              |
| Blanc    | Forfait (Forf.)                |
| Blanc    | Course annulée (A)             |
| Neutre   | Non présent                    |
| Neutre   | Exclu (Ex.)                    |
| Gras     | Pole position                  |
| Italique | Meilleur tour en course        |
| †        | Classé sans terminer la course |
| 1 2 3 …  | Classement dans la catégorie   |

| Année | Catégorie | Équipe     | 1     | 2     | 3     | 4     | 5     | 6     | 7     | 8     | 9     | Points | Rang | Victoire |
| ----- | --------- | ---------- | ----- | ----- | ----- | ----- | ----- | ----- | ----- | ----- | ----- | ------ | ---- | -------- |
| 1950  | 250 cm3   | Excelsior  | TT -  | SUI - | ULS 6 | NAT - |       |       |       |       |       | 1      | 17e  | 0        |
| 1954  | 500 cm3   | Norton     | FRA - | TT -  | ULS - | BEL 5 | NED - | ALL - | SUI - | NAT - | ESP - | 2      | 19e  | 0        |
| 1955  | 350 cm3   | Norton     | FRA - | TT -  | ALL 9 | BEL 3 | NED - | ULS - | NAT - |       |       | 4      | 11e  | 0        |
| 1957  | 350 cm3   | Moto Guzzi | ALL - | TT 2  | NED 1 | BEL 1 | ULS 1 | NAT - |       |       |       | 30     | 1er  | 3        |
| 1957  | 500 cm3   | Moto Guzzi | ALL - | TT 5  | NED - | BEL - | ULS - | NAT - |       |       |       | 2      | 15e  | 0        |
| 1958  | 350 cm3   | Norton     | TT 7  | NED 3 | BEL 3 | ALL - | SUE - | ULS - | NAT - |       |       | 8      | 7e   | 0        |
| 1958  | 500 cm3   | Norton     | TT NC | NED - | BEL 2 | ALL - | SUE - | ULS - | NAT - |       |       | 6      | 9e   | 0        |